# Distretto di Chitral
Chitral (in urdu ضلع چترال, Tschitral; in pashtu چترال ولسوالۍ) è un distretto della provincia pakistana del Khyber Pakhtunkhwa con capoluogo la città omonima.
Confina con il territorio autonomo del Gilgit-Baltistan, con capitale Gilgit. Un tempo il Chitral era uno stato indipendente situato sulle montagne dell'Hindu Kush, nell'India settentrionale.

## Geografia

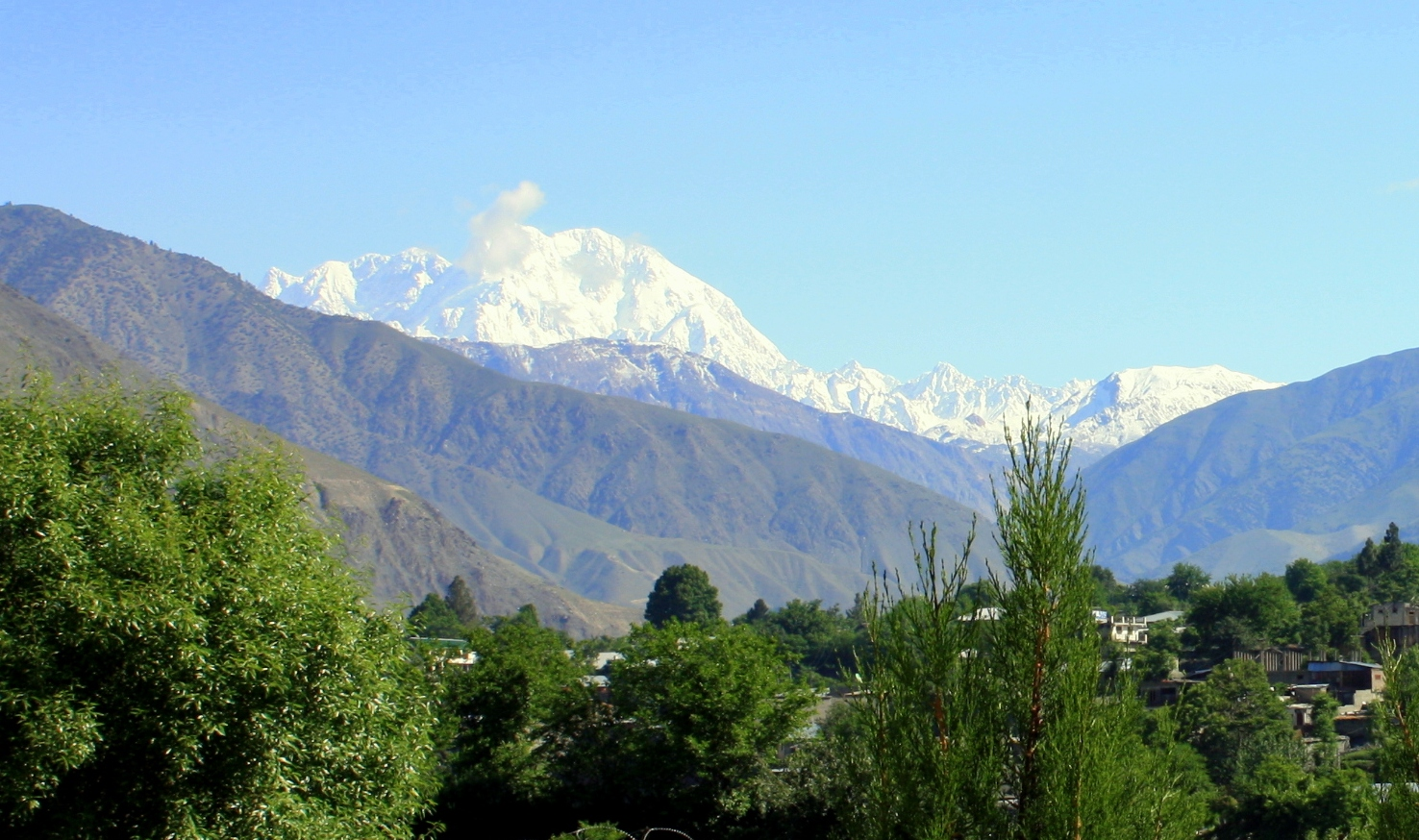
Il Tirich Mir visto da sud.

Il distretto di Chitral si trova su un altopiano difficilmente accessibile, ed è una delle zone più remote del mondo, in quanto talvolta è accessibile in ogni periodo dell'anno solamente attraverso quattro passi di montagna o attraverso la valle del Kunar, in Afghanistan, via Jalalabad. Tutti i passi per il Chitral sono ad oltre 3000 m di altezza e durante l'inverno sono intransitabili per mesi. I quattro passi in questione sono quelli di Dorah e di Broghol, che conducono nel Corridoio del Wakhan in Afghanistan, mentre solo i passi di Lowari a Peshawar e di Shandur a Gilgit collegano il distretto ad altre zone del Pakistan. Nell'ottobre del 2017 è stato completato il tunnel di Lowari, lungo 8,6 chilometri, che consentirà il costante accesso durante l'inverno.
La regione è molto arida, in quanto le montagne del Pamir tengono lontano le piogge monsoniche. Attraverso il distretto, la cui altitudine varia dai 1094 m ai 7708 m del Tirich Mir, scorre il fiume Chitral, che in Afghanistan viene chiamato Kunar.
La superficie del distretto viene indicata ufficialmente in 14.850 km². Gli insediamenti, in cui vivono i circa 415.000 abitanti, sorgono lungo le fertili vallate del fiume Chitral.

## Popolazione
La popolazione della valle del Chitral è costituita da diversi gruppi etnici, tutti immigrati da zone differenti nel corso dell'ultimo millennio: altrettanto vario, di conseguenza, è il panorama linguistico, con il kashmiri e l'urdu come lingue più importanti.

## Economia
Nelle poche aree disponibili viene praticata un po' di agricoltura. Il turismo ha importanza praticamente irrilevante.

## Storia
Lo stato di Chitral fu un regno indipendente fino al 1895, quando i Britannici lo incorporarono come uno stato principesco nel loro impero. Nel 1947 il Chitral si unì alla neonata Repubblica islamica del Pakistan, del quale entrò infine a far parte nel 1969.

## Cultura
Nel distretto si trova il Museo Chitral, nato per preservare e proteggere il ricco patrimonio culturale del Chitral.